# Donyell Malen
Donyell Malen (n. 19 ianuarie 1999, Wieringen, Olanda de Nord, Țările de Jos) este un fotbalist neerlandez, care joacă pe post de atacant la Aston Villa în Premier League. Pe plan internațional, are prezențe la națională pentru Țările de Jos U21⁠(d) și Țările de Jos.
Malen și-a început cariera profesională la PSV Eindhoven. La nivel de tineret a mai jucat pentru Ajax și Arsenal.

## Cariera pe echipe

### Primii ani
Născut la Wieringen, Hollands Kroon, Malen și-a început cariera cu Ajax în 2007. În ciuda unei mari rezistențe venite de la Ajax, în 2015 a părăsit Ajax pentru a se alătura clubului englez Arsenal. Malen a luat acea decizie deoarece la Arsenal au jucat eroii săi Thierry Henry și Dennis Bergkamp.

### Arsenal

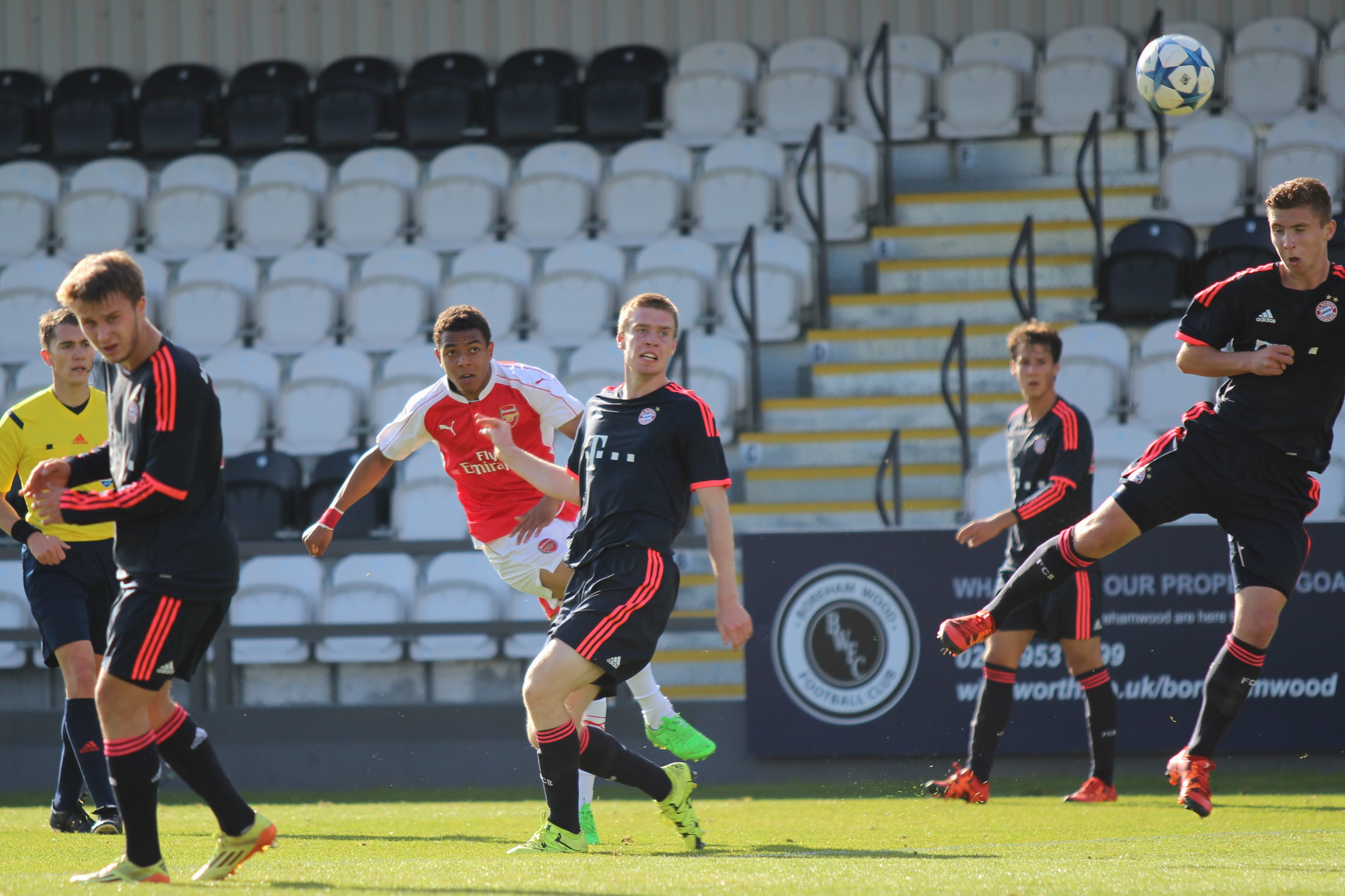
Malen în timp ce juca pentru Arsenal

Malen a început să joace pentru echipele de tineret ale lui Arsenal în Youth Premier League împreună cu FA Youth Cup și UEFA Youth League în sezonul 2015-16. A început să-și etaleze talentul impresionant în timpul sezonului său de debut pentru Gunners. A marcat în sferturile de finală din FA Youth Cup în deplasare la Coventry City, meci pe care Arsenal l-a câștigat la penalty-uri. Ieșind de pe bancă, a marcat împotriva lui Manchester City în semifinala Cupei FA Youth 2016 de pe Emirates Stadium. A jucat de 30 de ori în timpul sezonului, marcând 14 goluri. În timpul sezonului 2016–17, Malen a fost folosit foarte mult pe postul de aripă și a fost inclus în lotul primei echipe din cantonamentul de vară 2017–18 al clubului din Australia și China. Și-a făcut debutul la seniori cu Arsenal într-o victorie cu 2-0 în fața lui Sydney, pe 13 iulie.

### PSV
Malen a fost vândut de Arsenal către PSV Eindhoven la sfârșitul lunii august 2017.
Malen a continuat să joace ca extremă pentru Jong PSV. Pe 24 noiembrie, Malen a înscris de două ori în victoria cu 6-0 a lui Jong PSV cu Telstar. A marcat din nou în victoria cu 3-0 a lui PSV II împotriva lui FC Oss pe 27 noiembrie. Malen a marcat și a oferit un asist în înfrângerea cu 2-3 a lui PSV II în fața lui Fortuna pe 4 decembrie. A marcat din nou într-o remiză 1–1 în deplasare cu Go Ahead Eagles pe 12 decembrie. O zi mai târziu, Malen a fost numit în echipa săptămânii din Jupiler League a lui Voetbal International.
Malen a fost distins cu Taurul de Bronz pentru a fi cel mai bun talent pentru a doua perioadă a Jupiler League 2017-2018 pe 29 ianuarie 2018. Și-a făcut debutul cu prima echipă a lui PSV într-o victorie cu 4-0 în Eredivisie împotriva lui PEC Zwolle pe 3 februarie. Malen a câștigat titlul Eredivisie 2018 cu PSV. De asemenea, a încheiat sezonul 2017-18 ca golgheter al lui Jong PSV.
Pe 14 septembrie 2019, Malen a marcat toate cele 5 goluri a lui PSV din victoria împotriva lui Vitesse. Pe 29 octombrie 2020, a marcat de două ori într-o victorie cu 2-1 în deplasare împotriva lui AC Omonia în UEFA Europa League 2020-21. Malen a avut cea mai productivă campanie pentru PSV în sezonul 2020-21, marcând 19 goluri în 32 de meciuri, clubul său a terminat pe locul al doilea în Eredivisie. A adăugat încă 8 goluri în Europa League și în KNVB Cup și a înregistrat, de asemenea, 10 pase decisive, arătându-și caracteristicile de atacant cu mai multe fațete.

### Borussia Dortmund
Pe 27 iulie 2021, Malen a încheiat o mutare la Borussia Dortmund din Bundesliga, semnând un contract de cinci ani. Pe 20 februarie 2024, a devenit primul fotbalist olandez care a marcat împotriva unei echipe din țara sa în UEFA Champions League, după ce a făcut acest lucru într-o remiză cu PSV Eindhoven, fostul său club. Michael Mols a realizat această performanță pentru Rangers împotriva lui PSV Eindhoven cu douăzeci și cinci de ani înainte de aceasta.

## Cariera internațională

### Tineret

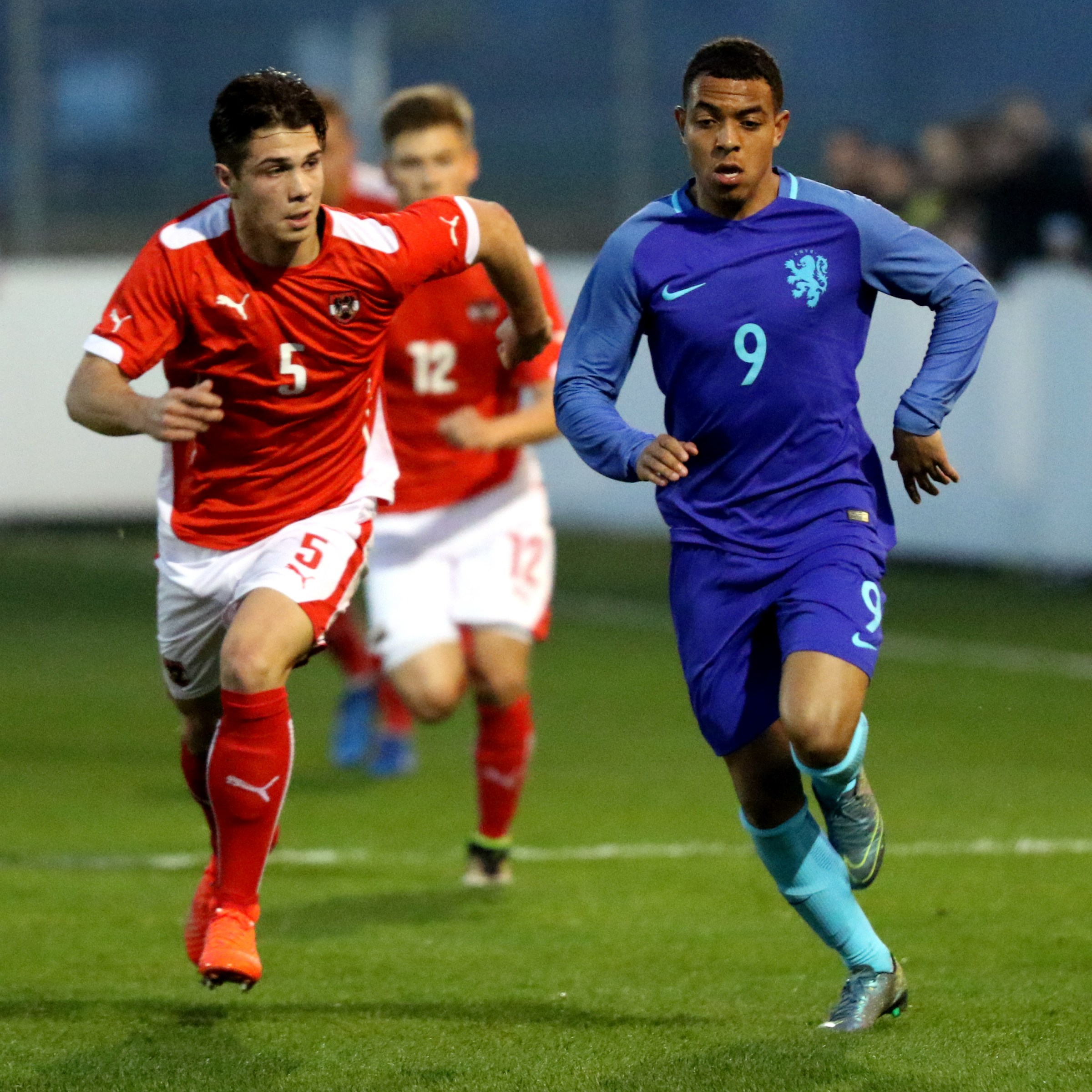
Malen în martie 2017 în timp ce juca pentru Olanda

Născut în Țările de Jos, Malen este de origine surinameză prin tatăl său. La Euro 2016 Under-17 desfășurat în Azerbaidjan, Malen a jucat pe tot parcursul turneului, unde naționala sa a ajuns în semifinale. A continuat să joace pentru echipa sub 18 ani a Țărilor de Jos. De asemenea, a fost convocat, în decembrie 2016, de către naționala Olandei pentru Campionatul European Under-19 din 2017 În martie 2017, Malen a marcat în minutul 86 al unui meci U18 împotriva Austriei egalând scorul pentru olandezii într-o eventuală remiză 1–1.
A făcut parte din echipa olandeză care a luat parte la un turneu cu patru echipe, înscriind o egalare în minutul 90 împotriva Portugaliei și apoi a înscris două goluri în detrimentul Finlandei cu 9-0. În timpul unei calificări la Euro U19 din 7 octombrie, Malen a marcat pentru olandezii U19 pentru a încheia o victorie cu 2-0 acasă, împotriva Ungariei. Două zile mai târziu, Malen a marcat în prelungiri pentru a-și asigura un egal 2–2 cu Slovenia, ceea ce a însemnat lideratul Olandei în fruntea grupei și reușind astfel calificarea la Euro 2018 U-19. Cu scorul de 1–1 într-un amical împotriva Italiei U-19, Malen a bătut o lovitură liberă pentru a marca golul victoriei pe 9 noiembrie. Malen a marcat apoi două goluri pentru Olanda într-un amical în deplasare cu Serbia U-19.

### Senior
Malen și-a făcut debutul internațional la seniori cu Olanda pe 6 septembrie 2019, într-un meci de calificare la Euro 2020 împotriva Germaniei la Hamburg. A ieșit de pe bancă în minutul 58 și a marcat al treilea gol al echipei sale într-o victorie cu 4–2.

## Stil de joc
Malen este un jucător extraordinar de rapid, care posedă abilități grozave de dribling și o aptitudine pentru a marca goluri prolifice. Malen a fost asemănat de fostul său antrenor la echipa de tineret al lui Ajax, Brian Tevreden, cu atacantul chilian Alexis Sánchez.

## Titluri
PSV
- Eredivisie: 2017–18[20]

Individual
- Bonze Bull: 2017–18 Jupiler League[19]
- Jucătorul lunii din Eredivisie: septembrie 2019,[41] februarie 2021[42]
- Jucătorul lunii din Bundesliga: aprilie 2023[43]